# Ulota fuegiana
Ulota fuegiana är en bladmossart som beskrevs av Mitten 1859. Ulota fuegiana ingår i släktet ulotor, och familjen Orthotrichaceae. Inga underarter finns listade i Catalogue of Life.